# Benzopireno
El benzopireno es un hidrocarburo policíclico aromático potencialmente carcinógeno (α-benzopireno) y que contienen algunos alimentos, como las carnes y el pescado. 
El α-benzopireno pertenece a una clase de hidrocarburos aromáticos y que comparten una estructura química básica, el anillo de benceno. Son compuestos poco solubles en agua por tener propiedades hidrofóbicas consistentes en dos o más anillos bencénicos, ya sea en forma simple o múltiple, formando cadenas o racimos. Ejemplos de hidrocarburo policíclico aromático son el naftaleno, el acenaftileno, el 1,8-Etilennafteno, el 2,3-Bencindeno, el Fenantreno, el 1,2-Benzofenantreno y el antraceno.
En especial, el α-benzopireno es uno de los derivados de mayor factor de riesgo, tras largos periodos de consumo, puede desencadenar desórdenes celulares produciendo cáncer.

## Reseña
El IARC (International Agency Research on Cancer) declaró que el benzopireno es cancerígeno para los humanos (Grupo I).
Está considerada la novena sustancia más peligrosa debido a su potencial tóxico en la salud humana por la Comprehensive Environmental Response, Compensation, and Liability Act of de la Agency for Toxic Substances and Disease Registry de los Estados Unidos.
La exposición al benzopireno se produce por inhalación, contacto con la piel o ingestión.
En humanos la exposición a benzopireno en el trabajo ha sido asociada a cáncer de pulmón, vejiga, esófago, labio, boca, faringe, melanoma y sistema linfático.
El α-benzopireno se produce por condensación de cinco anillos de benceno durante los procesos de combustión a temperaturas de 300 a 600 °C (incendios forestales, carbón, petróleo, diésel, gasolina, grasas), en especial cuando estos son parciales o incompletos (pirólisis).
El consumo de tabaco y la yerba mate son una fuente de benzopireno, así como algunos procesos industriales y algunos alimentos.
| ALIMENTO            | Mínimo µg/kg | Máximo µg/kg |
| ------------------- | ------------ | ------------ |
| Café                | 4,8          | 401,00       |
| Carnes a la plancha | 4,4          | 59,00        |
| Frutos secos        | <2,4         | 37,00        |
| Chorizo             | 1,8          | 20,00        |
| Aceites de semillas | 0,2          | 17,00        |
| Salchichas          | 0            | 15,00        |
| Panes y pizzas      | <1           | 15,00        |
| Jamones             | <0,1         | 9,40         |
| Pescados ahumados   | <1,3         | 4,30         |
| Especias            | <3,0         | 4,15         |

Fuente: COREYSA (Compañía Oleícola de Refinación y Envasado, S.A., año 2000)
El alto contenido de benzopireno en algunos alimentos (café, carnes, salchichas, chorizo...) se debe al proceso de secado para retirar el exceso de agua realizado a altas temperaturas.
El proceso de elaboración de diversos alimentos incrementa el contenido de benzopirenos debido a que se trata de procesos de combustión incompletos o pirólisis de material orgánico. La elaboración de carnes a la parrilla y en general cualquier tipo de proceso de elaboración basado en el uso de hornos (pizzas, pan de horno de leña, tostado de café).
Las mayores fuentes generadoras de benzopireno en los procesos alimentarios a altas temperaturas son el grill, el asado, la fritura y el ahumado. En la fritura y asado de pollos se produce benzopireno.
El factor de riesgo en el consumo de benzopirenos se puede paliar al tratar los alimentos y el organismo humano tiene hasta tres barreras de defensa frente a estas sustancias potencialmente carcinógenas.
La primera es el metabolismo destoxificador, mediante las reacciones hepáticas de oxidación y conjugación; la segunda, la epóxido hidrolasa, la superóxido dismutasa catalasa y la vitamina E. Y en tercer lugar, si esta barrera tampoco funciona, el organismo se defiende con una reparación del enlace. Dicho de un modo sencillo, se corta un trozo de ADN y se sintetiza de nuevo.

## Biorremediaciónde hidrocarburos policíclicos aromáticos
Una gran variedad de estos compuestos orgánicos no volátiles pueden ser encontrados en el petróleo contaminante del suelo, en donde los niveles de éstos varían, pero generalmente altas concentraciones pueden ser encontradas en los derrames de hidrocarburos.
Los estudios de degradación de los hidrocarburos policíclicos aromáticos comenzaron hace más de 80 años cuando Sohgen y Stormer aislaron bacterias capaces de degradar compuestos aromáticos usándolos como fuente de carbono (Atlas, 1981).
En ambientes acuáticos los principales géneros de bacterias y hongos hallados son los siguientes, Pseudomonas, Achromobacter, Arthrobacter, Micrococcus, Nocardia, Vibrio, Acinetobacter, Brevibacterium, Corynebacterium, Flabobacterium, Candida, Rhodotorula y Sporobolomyces.
En investigaciones realizadas en el suelo mostraron que 11 géneros de hongos entre los que se destaca Phanerochaetes chrysosporium que es considerado un microorganismo prometedor debido a la producción de lignasa con alto potencial de degradar compuestos insolubles de alto peso molecular y 6 de bacterias fueron los grupos dominantes en la degradación de hidrocarburos policíclicos aromáticos.